# Hans Adam II van Liechtenstein
Johannes Adam (Hans Adam) Ferdinand Alois Josef Maria Marko d'Aviano Pius, Fürst von und zu Liechtenstein (Zürich, 14 februari 1945) is de regerende vorst van Liechtenstein. Hij draagt ook de titels Herzog zu Troppau en Jägerndorf en Graf zu Rietberg. Hij stamt in directe mannelijke lijn af van drie van de veertien voorgaande vorsten van Liechtenstein, en van een vierde (via twee van de drie vermelde personen) in de vrouwelijke lijn.

## Leven

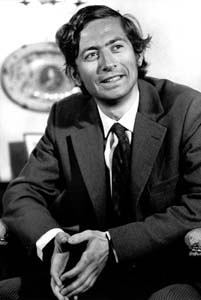
Hans Adam in 1974

Hans Adam is de zoon van vorst Frans Jozef II en Georgina von Wilczek. Hij groeide op in de Liechtensteinse hoofdstad Vaduz en bezocht daar de lagere school. Vervolgens bezocht hij het Schottengymnasium in Wenen en in 1960 het gymnasium in Zuoz. Hij deed daar eindexamen en werkte daarna bij een Londense bank. In 1969 voltooide hij een studie bedrijfseconomie en staatshuishoudkunde aan de universiteit van Sankt Gallen. In 1984 werd hij ingezet als vertegenwoordiger voor zijn vader en na diens dood nam hij alle taken op zich. Onder hem werd Liechtenstein lid van de VN en de EER.
Hans Adam heeft als vorst van Liechtenstein veel macht. Hij heeft het recht het parlement te ontbinden en nieuwe verkiezingen uit te schrijven. In 2003 stemde twee derde van de Liechtensteiners in een referendum vóór een grondwetswijziging die de vorst nog meer macht zou toekennen. Zo mag hij zich sindsdien gaan bemoeien met de benoeming van rechters, hij mag de door het parlement aangenomen wetten blokkeren en de regering zonder opgaaf van reden naar huis sturen. Aanvankelijk was 56 procent tegen de wijziging, maar nadat hij had gedreigd in Oostenrijk in ballingschap te gaan leven, bedachten veel mensen zich. In 2001 dreigde de vorst de regering heen te zenden en de noodtoestand af te kondigen als de regering niet meewerkte aan een onderzoek naar witwaspraktijken. Hij is eigenaar van de LGT Bank en zijn vermogen werd door Forbes in 2008 op 5 miljard dollar geschat.
Hans Adam II droeg op 15 augustus 2004 de macht over aan zijn zoon Alois. Hij blijft echter staatshoofd.

## Familie
Hans Adam was van 30 juli 1967 tot haar overlijden op 21 augustus 2021 gehuwd met zijn verre verwante, gravin Marie Kinsky von Wchinitz und Tettau. Ze hebben de volgende kinderen:
- erfprins Alois (1968), gehuwd met hertogin Sophie in Beieren. Zij hebben drie zoons, Wenzel (1995) Georg (1999) en Nicolaus (2000), en een dochter, Maria Carolina (1996).
- Maximiliaan (1969), gehuwd met de Panamese Angela Gisela Brown (1958). Zij hebben een zoon, Alfons (2001).
- Constantin (1972-2023), gehuwd met gravin Marie Kálnoky von Köröspatak. Zij hebben twee zoons, Moritz (2003) en Benedikt (2008), en een dochter, Georgina (2005).
- Tatjana (1973), gehuwd met Philipp von Lattorff. Zij hebben twee zoons, Lucas Maria (2000) en Maximilian (2011), en vijf dochters, Elisabeth (2002), Marie Therese (2004), Camilla (2005), Anna (2007) en Sophie (2009).

Karel I · Karel Eusebius · Hans Adam I · Jozef Wenceslaus · Anton Florian · Jozef Johan Adam · Jozef Wenceslaus · Johan Nepomuk Karel · Jozef Wenceslaus · Frans Jozef I · Alois I · Johannes I Jozef · Alois II · Johannes II · Frans I · Frans Jozef II · Hans Adam II
Emmanuel (Andorra) · Joan Enric (Andorra) · Hamad (Bahrein) · Filip (België) · Jigme Khesar Namgyel Wangchuck  (Bhutan) · Hassanal Bolkiah (Brunei) · Norodom Sihamoni (Cambodja) · Charles III (Commonwealth realms) · Frederik X (Denemarken) · Naruhito (Japan) · Abdoellah II (Jordanië) · Mishal (Koeweit) · Letsie III (Lesotho) · Hans Adam II (Liechtenstein) · Henri (Luxemburg) · Mohammed VI (Marokko) · Albert II (Monaco) · Willem-Alexander (Nederland) · Harald V (Noorwegen) · Haitham (Oman) · Tamim (Qatar) · Salman (Saoedi-Arabië) · Felipe VI (Spanje) · Mswati III (Swaziland) · Rama X (Thailand) · Tupou VI (Tonga) · Mohammed (Verenigde Arabische Emiraten) · Franciscus (Vaticaan) · Carl Gustaf XVI (Zweden)
- Biblioteca Nacional de España: XX5098242
- Catàleg d'autoritats de noms i títols de Catalunya: 981058528061806706
- Gemeinsame Normdatei: 119056496
- Historisch woordenboek van Zwitserland: 021122
- International Standard Name Identifier: 0000 0001 2032 4561
- Library of Congress Control Number: no2010002940
- Nationale Bibliotheek van Letland: 000202256
- Nationale Bibliotheek van Tsjechië: xx0074781
- Nationale Bibliotheek van Israël: 987007325091605171
- Nederlandse Thesaurus van Auteursnamen: 331417642
- RKD-Nederlands Instituut voor Kunstgeschiedenis: 350260
- Système universitaire de documentation: 154726281
- Virtual International Authority File: 107828963
- WorldCat: E39PBJr3qBDBPvrhjbJVGJTfv3